# BASEBALL ONE BLITZ
BASEBALL ONE BLITZ（ベースボールワン ブリッツ）は、愛知県名古屋市に本拠地を置き、日本野球連盟に加盟する社会人野球のクラブチームである。
チーム名のBLITZは「電撃」の意味。

## 概要
愛知大学野球連盟に加盟している大学野球チームの愛知工業大学硬式野球部出身者の受け皿として2006年2月に設立され、同年3月31日付けで『愛知工業大学OBクラブ』として日本野球連盟に新規登録された。設立当初から愛工大OB以外の出身者も受け入れている。
家電量販店のエイデンをスポンサーに迎え、2007年2月にチーム名を『エイデン愛工大OB BLITZ』に改称した。
2012年10月、エイデンがエディオンに名称変更となったため、同年10月22日付けでチーム名を『エディオン愛工大OB BLITZ』に改称した。
2013年、チーム所属の沼田拓巳が9月16日にMLBのロサンゼルス・ドジャースとマイナー契約を結んだ。しかし、ドジャースがチームの代表者の了承を得ずに交渉し、さらに沼田の社会人登録を抹消していない状態で契約していたことが判明。チーム側も契約したことを知らされていなかった。さらに、沼田は名古屋産業大学を中退した社会人1年目で大卒扱いに当たり、NPBとの申し合わせでは2年目まではドラフト会議で指名できないことになっているため規約違反となり、日本野球連盟は9月17日にドジャースに対して抗議声明を発表した。これにより、沼田は9月26日に日本野球連盟からの除名処分と再登録を受け付けない旨を通告され、今後社会人野球でプレーすることはできなくなった。また、チームの金森伸夫部長も指導、管理不十分で6ヶ月の謹慎となった。その後、沼田は2013年と2014年をマイナーリーグでプレーした後自由契約となり、ベースボール・チャレンジ・リーグを経て2017年のプロ野球ドラフト会議で東京ヤクルトスワローズから8位指名を受けた。
2019年2月、チーム名を『エディオンBLITZ』に改称した。
2020年11月、チーム名を『BLITZ』に改称した。
2022年4月から野球専門・動作解析サポートのBASEBALL ONEがメインスポンサーとなり、2023年1月10日付でチーム名を『BASEBALL ONE BLITZ』に改称した。

## 設立・沿革
- 2006年 - 『愛知工業大学OBクラブ』として創部。
- 2007年 - エイデンがスポンサーとなり、チーム名を『エイデン愛工大OB BLITZ』に改称。
- 2009年 - 全日本クラブ野球選手権大会に初出場（初戦敗退）。
- 2010年 - 同年のドラフト会議で財前貴男が読売ジャイアンツから育成5位指名を受け、チームから初のプロ野球選手が誕生。
- 2012年 - エイデンがエディオンに名称変更となり、チーム名を『エディオン愛工大OB BLITZ』に改称。
- 2019年 - チーム名を『エディオンBLITZ』に改称。
- 2021年 - チーム名を『BLITZ』に改称。
- 2022年 - BASEBALL ONEがスポンサーとなる。
- 2023年 - チーム名を『BASEBALL ONE BLITZ』に改称。

## 主要大会の出場歴・最高成績
- 全日本クラブ野球選手権大会 - 出場3回
- JABA高砂市長杯争奪大会 - 優勝1回（2009年）

## 主な出身プロ野球選手
- 財前貴男（内野手） - 2010年育成選手ドラフト5位で読売ジャイアンツに入団
- 柴田健斗（投手） - 退団後、BCリーグの信濃グランセローズを経て、2013年ドラフト7位でオリックス・バファローズに入団
- 沼田拓巳（投手） - 退団後、MLB傘下のマイナーリーグ、BCリーグの群馬ダイヤモンドペガサス、石川ミリオンスターズを経て、2017年ドラフト8位で東京ヤクルトスワローズに入団

## 元プロ野球選手の競技者登録
- 大久保弘司（元：横浜大洋ホエールズ） - 内野手→退団
- 梶原和隆（元：阪神タイガース） - 投手兼任コーチ（2006年 - 2011年）→監督（2012年 - 2015年）→コーチ（2016年 - ?）→退団?
- 竹下哲史（元：中日ドラゴンズ） - 内野手（2008年 - 2014年）→内野手兼任コーチ（2015年）→内野手兼任監督（2016年 - 2018年）→監督（2019年 - 2022年?）→退団 ※BASEBALL ONEには在籍
- 滝野要（元：中日ドラゴンズ） - 外野手（2023年）